# Verviers
Cet article possède des paronymes, voir Vervins et Verdun.
Pour l’article ayant un titre homophone, voir Vervier.
Verviers (en wallon Vèrvî, en allemand vieilli Velwisch) est une ville francophone de Belgique située en Région wallonne, chef-lieu d'arrondissement en province de Liège, à l'extrémité est du sillon industriel. L'entité actuelle est le résultat de la fusion le 1er janvier 1977 des anciennes communes de Verviers, d'Ensival, de Heusy, de Lambermont, de Petit-Rechain et de Stembert.
Verviers est également le centre d'une agglomération urbaine, dite agglomération verviétoise, composée des communes de Dison, de Pepinster ainsi que d'une partie du village de Polleur, comptant environ 85 000 habitants. Elle est la troisième ville la plus peuplée de la Province de Liège après Seraing et Liège, ce qui en fait l'une des dix villes les plus importantes de la région wallonne.

## Toponymie
Le nom de « Verviers » est attesté au XIIe siècle sur un document de l'abbaye de Stavelot.
L'élément -viers se retrouve dans trois communes du Nord de la France : Louviers et Reviers (Normandie), ainsi que Grand-Laviers (Picardie). Il pourrait procéder de l'élément celtique uer- / uar- hydronyme assez commun, signifiant « eau, rivière », cf. les rivières de la Vire et du Var. Le premier élément Ver- peut s'expliquer par le celtique uer(o)- « sur, super- », préfixe fréquent de la composition nominale (cf. Vercingétorix et les noms de lieux Uer-cellae > Verceil, Ureo-dunum > Verdun). Le sens global serait « (endroit) sur l'eau, sur la rivière », la ville est en effet traversée par la Vesdre.
Des étymologies fantaisistes sont courantes : le nom de Verviers pourrait provenir de l'anthroponyme Virovius, qui aurait donné le toponyme Viroviacus. La plus populaire, quoique fantaisiste, reste « Vert et vieux », qualités désignant le chêne qui aurait ombragé Verviers, et dont les branches figurent sur les armoiries de la ville. Sur le linteau d'une porte de l'ancienne Grand’Poste on peut lire un laconique « Verre vieux ». André Blavier a quant à lui imaginé une étymologie beaucoup plus élaborée en même temps que plus laborieuse : « Verviers. De « verve ». Lieu d'inspiration, où exercer sa verve. « Votre verve me ragit », lui confessa certaine comtesse (« ragir » est une forme dialectale de « rager » et « agir », faire enrager par des agaceries) ; à quoi le défenseur et préfacier de L'École verviétoise put répondre : « J’aime quand ma verve joue ravie. » ».

## Géographie
Elle est située à une trentaine de kilomètres de la frontière allemande et de la frontière néerlandaise, ce qui en fait le carrefour entre Liège, Aix-la-Chapelle et Maastricht. Dans la vallée de la Vesdre, elle se trouve non loin du barrage de la Gileppe et des Hautes Fagnes. L'agglomération est bordée au nord par le Pays de Herve et au sud par l'Ardenne.

### Risques sismiques
Dans les provinces de Liège, du Limbourg et du Hainaut, l'activité sismique est plus élevée que dans le reste du pays. Verviers fait partie des communes qui se trouvent en zone 2, soit la zone la plus exposée aux tremblements de terre en Belgique.
Le séisme de 1692 a touché la région de Verviers.
Une zone tectoniquement active (une ou plusieurs failles), s'étend de Battice-Verviers-Hockai à Malmedy. Cette faille traverse la ville de Verviers.

### Sections de commune
| # | Nom           | Superf. (km²) | Habitants (2020) | Habitants par km² | Code INS |
| - | ------------- | ------------- | ---------------- | ----------------- | -------- |
| 1 | Verviers      | 11,19         | 29.106           | 2.602             | 63079A-D |
| 2 | Stembert      | 6,32          | 8.660            | 1.369             | 63079B   |
| 3 | Heusy         | 3,73          | 6.057            | 1.624             | 63079C   |
| 4 | Ensival       | 4,51          | 4.696            | 1.041             | 63079E   |
| 5 | Lambermont    | 3,04          | 3.227            | 1.061             | 63079F   |
| 6 | Petit-Rechain | 4,21          | 3.513            | 835               | 63079G   |

### Communes limitrophes
| Herve     | Dison    |          |
| Pepinster | Verviers | Limbourg |
|           | Theux    | Jalhay   |

## Démographie

### Démographie: Avant la fusion des communes
- Source: DGS recensements population
- 1930: annexion de Hodimont

### Démographie: Commune fusionnée
Elle comptait, au 1er mai 2024, 56 261 habitants (27 523 hommes et 28 738 femmes), soit une densité de 1 704,36 habitants/km² pour une superficie de 33,01 km2.
En tenant compte des anciennes communes entraînées dans la fusion de communes de 1977, on peut dresser l'évolution suivante :
Les chiffres des années 1831 à 1970 tiennent compte des chiffres des anciennes communes fusionnées.
- Source: DGS , de 1831 à 1981=recensements population; à partir de 1990 = nombre d'habitants chaque 1er janvier

## Histoire

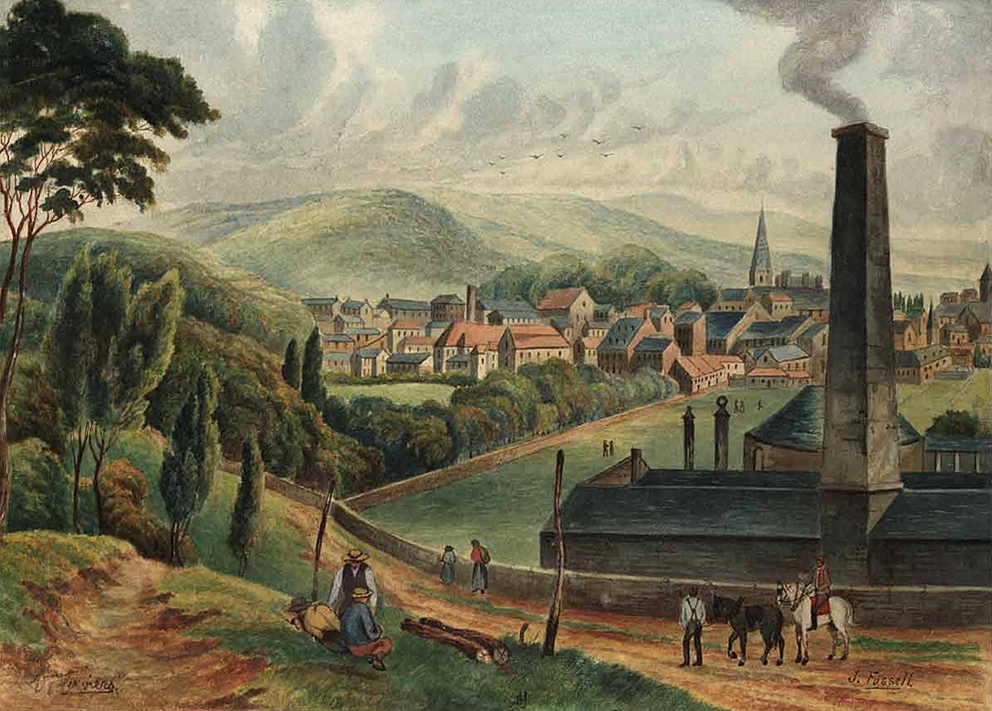
Vue de Verviers (milieu du XIXe siècle)
Aquarelle de Joseph Fussell.

Dans l'ancien régime elle faisait partie de la principauté de Liège, dont elle devint l'une des Bonnes Villes (la 23e et dernière à obtenir ce titre), et était le chef-lieu du Marquisat de Franchimont. À l'ère industrielle (du XVIIIe siècle au début du XXe siècle), elle fut un centre important de production lainière connu et reconnu mondialement pour ses innovations technologiques. Verviers fut d'ailleurs le point de départ de l'industrialisation de la région. Par exemple, c'est dans la vallée de la Vesdre que s'établirent une famille d'industriels d'origine britannique, les Cockerill. Parmi les familles qui contribuèrent au développement industriel de Verviers, on peut citer les Simonis, Biolley, Mali, Pelzer, Hauzeur, Renkin, Paulis, Schwachhoffer, Brunninghausen, Lamboray, Adolphy.
Aujourd'hui, elle porte le titre de Capitale wallonne de l'eau accordé par la Région wallonne, qui en a fait son pôle de l'or bleu. Elle accueille notamment les administrations wallonnes chargées de l'eau que sont la SWDE et la Société Publique de Gestion de l'Eau (SPGE). Verviers est aussi embellie de nombreuses fontaines qui honorent ce titre.
Lors de l'été 1839, Victor Hugo voyage vers l'Allemagne et marque un arrêt à Verviers, voici ce qu'il en dit :

« Verviers, ville insignifiante d'ailleurs, se divise en trois quartiers qui s'appellent la Chick-Chack, la Basse Crotte et la Dardanelle.
J'y ai remarqué un petit garçon de six ans qui fumait magistralement la pipe, assis sur le seuil de sa maison.
En me voyant passer, ce marmot fumeur a éclaté de rire.
J'en ai conclu que je lui semblais fort ridicule. »

Entre 1880 et 1969, un tramway a fonctionné, utilisant la traction animale puis électrique à partir de 1900. Il disparaitra le 31 décembre 1969.
Dans la seconde moitié du XXe siècle, la ville connaît une immigration extra-européenne importante notamment turque et marocaine. En 2011, 117 nationalités sont représentées dans la ville.

## Héraldique
|  | La ville possède des armoiries qui lui ont été octroyées le 6 janvier 1898 et à nouveau le 12 février 1980. Les plus vieilles armoiries de la cité ne montraient qu'une branche de chêne. Celles-ci étaient employées depuis 1695 jusqu'à ce que le conseil décidât que les armoiries seraient divisées en deux avec les armoiries du Marquisat de Franchimont sur le haut et la branche de chêne dans le bas. Ces armoiries ont été utilisées jusqu'au XIXe siècle et officiellement octroyées en 1898. Blasonnement : Coupé : en chef d'argent à trois lions de sinople armés et lampassés de gueules, couronnés d'or, qui est du marquisat de Franchimont; en pointe, cousu d'argent la branche de chêne au naturel englantée d'or. L'écu sommé d'une couronne murale d'or à trois tours. Devise : vert et vieux, de sinople sur un listel d'argent. Source du blasonnement : Heraldy of the World. |

## Politique et administration

### Collège et conseil communal 2024-2030
| Collège communal   |                        |                                 |
| ------------------ | ---------------------- | ------------------------------- |
| Bourgmestre        | Maxime Degey           | MR - Ensemble Verviers          |
| 1er Échevin        | Alexandre Loffet       | PS-IC                           |
| 2e Échevin         | Jean-François Chefneux | Ensemble Verviers               |
| 3e Échevin         | Malik Ben Achour       | PS-IC                           |
| 4e Échevine        | Cécile Ozer            | Les Engagés - Ensemble Verviers |
| 5e Échevin         | Konda Antoine Lukoki   | PS-IC                           |
| 6e Échevine        | Romane Raxhon          | Ensemble Verviers               |
| 7e Échevin         | Julie Schrouben        | MR - Ensemble Verviers          |
| Présidente du CPAS | Gaëlle Denys           | PS-IC                           |

### Jumelages
| Verviers La Motte-Chalancon ArlesMönchengladbachRoubaixBradford |

La ville de Verviers est jumelée avec :
- Arles (France) depuis 1967 ;
- Mönchengladbach (Allemagne) depuis 1970 ;
- Roubaix (France) depuis 1969 ;
- Bradford (Royaume-Uni) depuis 1970 ;
- La Motte-Chalancon (France) depuis le 25 juillet 1971 (jumelage avec Stembert).

## Patrimoine, culture et lieux touristiques

### Musées
- Le Centre historique de la laine et de la mode (Aqualaine)[16].
- La Maison de l'Eau.
- Le musée des beaux-arts et de la céramique de Verviers.
- Le musée d'Archéologie et du Folklore.
- La fondation Hardy à Dison[17].

### Monuments et patrimoine

#### XVIesiècle
- La maison du Prince.

#### XVIIesiècle
- L'église Notre-Dame-des-Récollets.
- La maison Lambrette.
- La maison Moulan.
- La maison Bosard.
- La maison des Amis de la Fagne.

#### XVIIIesiècle
- L'Hôtel de Ville .
- Le perron.
- La chapelle Saint-Lambert.
- La maison Closset.
- La maison Bayard.
- La maison Bonvoisin.
- La maison Cornet.
- La Maison Vivroux.

#### XIXesiècle
- Le palais de justice.
- Le grand Théâtre.
- La fontaine Ortmans.
- La salle de la Société royale d'Harmonie.
- L'église Saint-Remacle.
- L'ancien octroi.

#### XXesiècle
- L'ancienne Grand'Poste.
- La gare centrale.
- L'église Sainte-Julienne[18].
- La maison Bauwens.

### Promenades et lieux à voir
- Les places principales de Verviers :
  - Place Verte ;
  - Place du Martyr ;
  - Place du Marché ;
  - Place de la Victoire.
- Rue des Raines et rue Jules Cerexhe : maisons anciennes classées.
- Parc de l'Harmonie et son kiosque.
- Parc de Séroule.
- Quais Jacques Brel et Pierre Rapsat.
- Le piétonnier Pont-aux-Lions, rue du Brou et les 2 places (Verte et du Martyr).

### Événements
- La FiestaCity (festival de concerts gratuits dans toute la ville, dernier week-end d'aout).
- Plus de 80 spectacles par an.
- Le concours international de chant de Verviers (tous les deux ans).
- Le concours international Vieuxtemps (violon) (tous les quatre ans).
- Le festival de jazz.
- Verviers ville Lumière (illuminations des fêtes de fin d'année).
- Verviers on Ice (grande patinoire installée Place du Martyr, de novembre à janvier).
- Le Festival international du film de l'eau.
- La grande brocante du lundi de Pâques.
- Le grand jogging de Verviers (le 3e dimanche de juin, de 15 h à 15 h 10).
- Les Francs-Jeux de Stembert (tous les deux ans (parfois 3) fin septembre).
- Le festival du chocolat, de la pâtisserie et de la gastronomie (mi-octobre).
- Le départ de l'Ardenne Blue Rally.
- Les spectacles de la compagnie de danse Fabienne Henrot[19].
- Le concert annuel « Un Orchestre dans la ville», produit par l'Orchestre symphonique du conservatoire de Verviers (direction Bernard Lange).

### Attractions
- Shopping (Crescend'eau, Grand Bazar, Rue du Brou, Crapaurue, Place Verte et Place du Martyr, etc.).
- Cinéma (Pathé Verviers).
- Grand Théâtre de Verviers.
- Salles de spectacle (Spirit of 66, Centre culturel de Verviers, le Relais des Sarts).
- Centre culturel de Verviers.
- Cafés à ambiance (Saint Andrew's, La boule Rouge, Le Beluga, L'Indiana Café, Le Chico, La Casa Cubana, Chez Georges, etc.).
- Laser Game.
- Paint-ball.
- Centre jeunes des Récollets, activités culturelles, concerts, détente, 12-26 ans.
- Air-Soft.

## Enseignement

### Liste d’écoles situées à Verviers
- L’Athénée royal Thil Lorrain.
- L’Athénée royal Verdi [20].
- L’Institut Centre-Formation (ICFun).
- Le Conservatoire de Verviers[21].
- L’Institut technique Don Bosco Verviers[22].
- Les écoles communales de Verviers[23].
- L'école communale de l'Est (quartier de Préjavais).
- L’école communale de Stembert (Ecole Pierre Rapsat).
- L'École Polytechnique (EP) de Verviers.
- La Haute École Charlemagne[24].
- La Haute École HELMo Verviers.
- L'Institut provincial d'enseignement secondaire (IPES) de Verviers.
- L’Institut Notre-Dame de Heusy[25].
- L’Institut Sainte-Claire.
- Le Collège Saint-François-Xavier[26] (SFXun).
- L’Institut Saint-François-Xavier (SFXdeux)[27].
- L’institut Saint-Michel.
- L’école Saint-Nicolas de Stembert.
- L'école des linaigrettes de stembert.

## Divers

### Galerie

Verviers
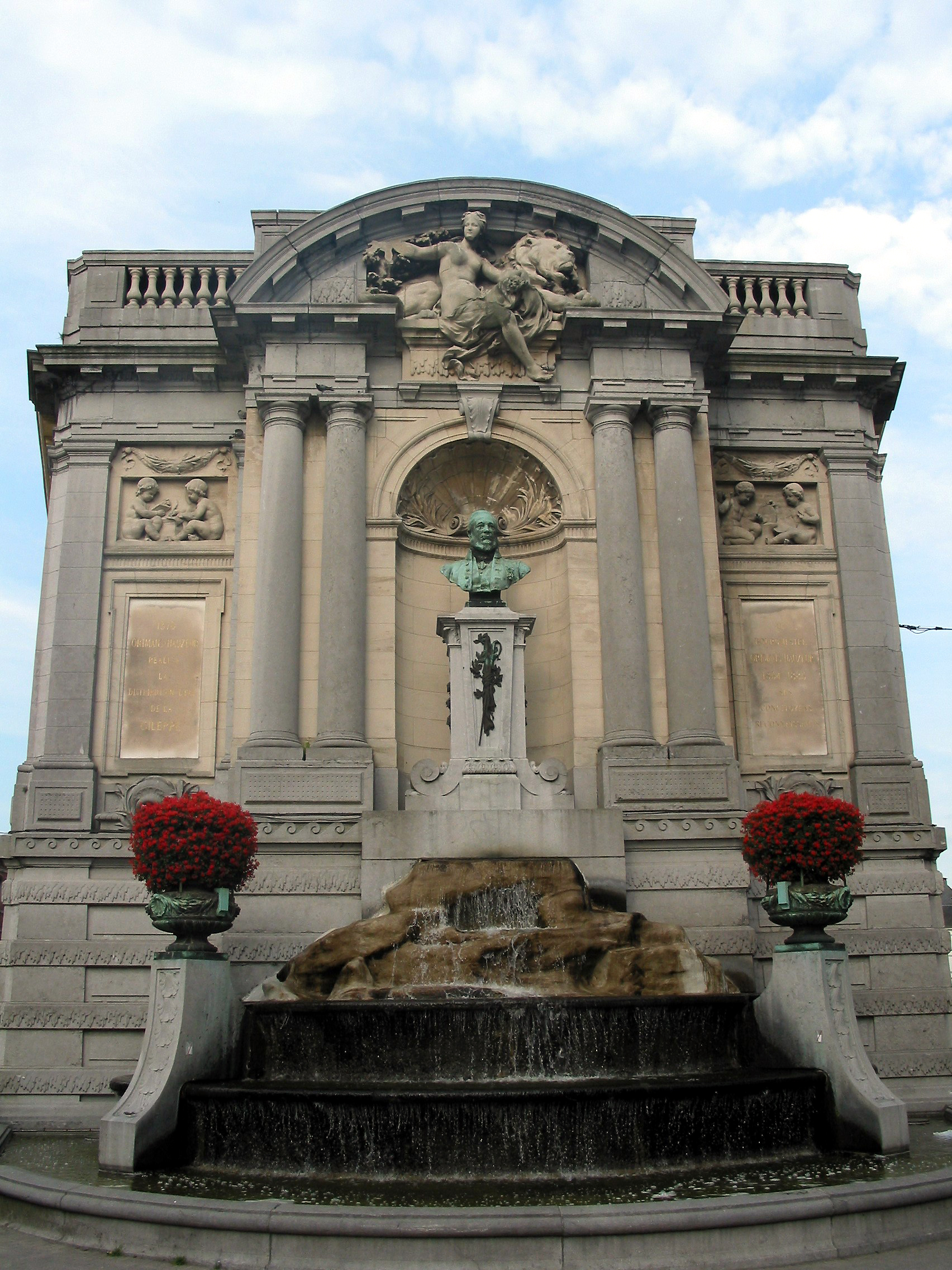
La fontaine Ortmans.
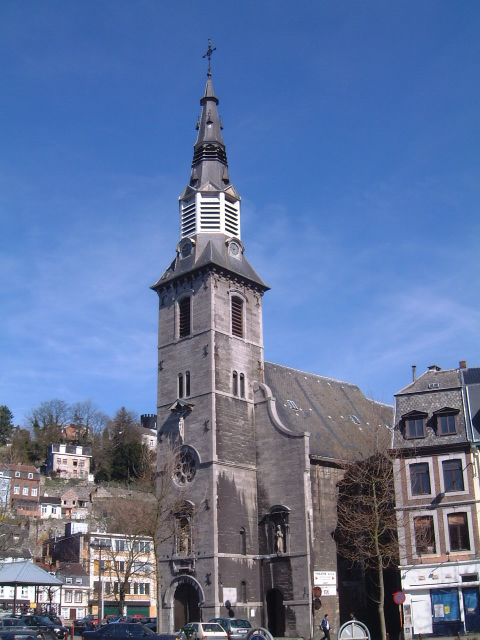
Notre Dame des Récollets.
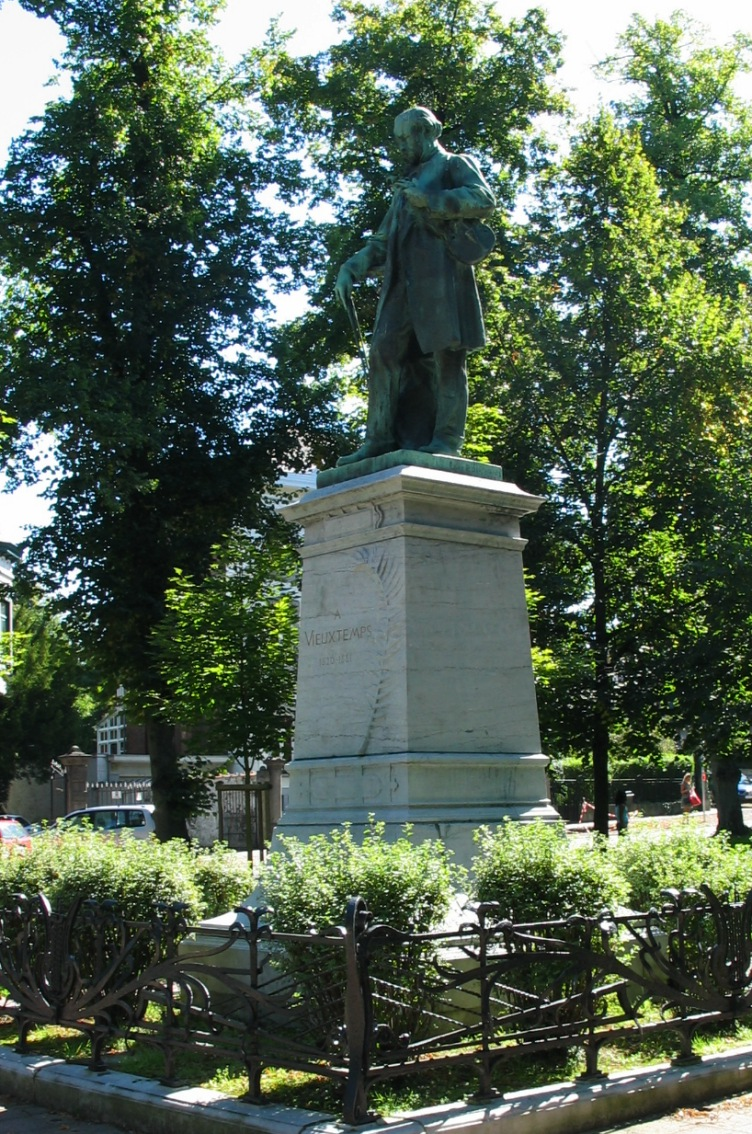
La Statue d'Henri Vieuxtemps.
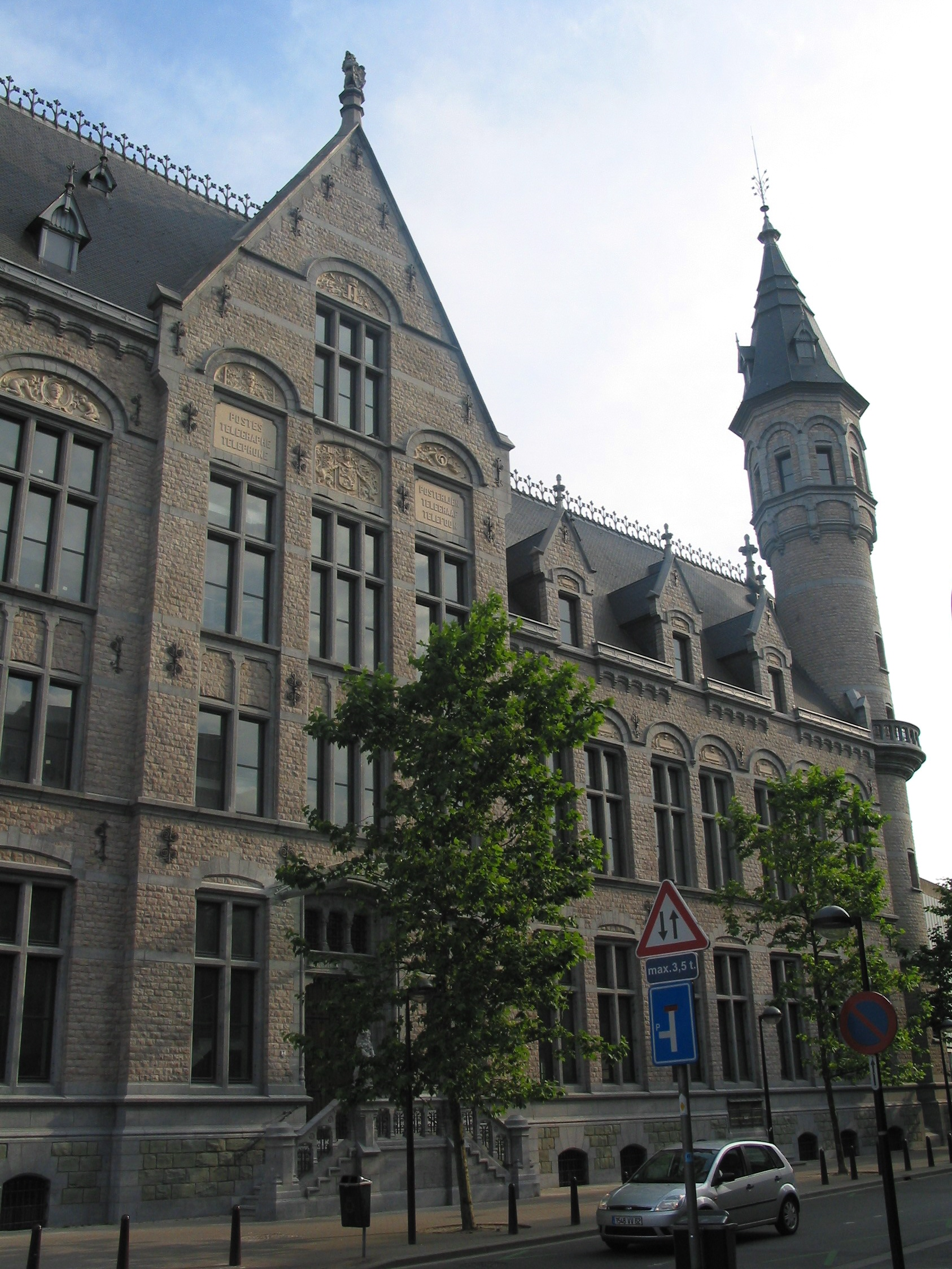
L'ancienne Grand'Poste.
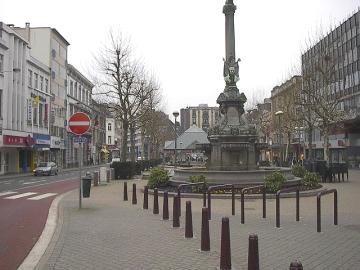
Fontaine Pierre David, place Verte.
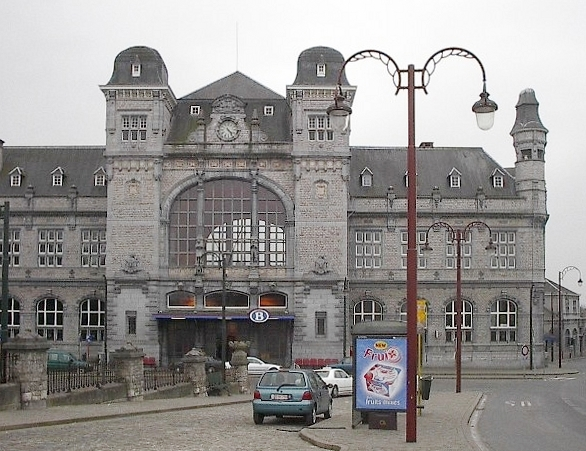
La Gare centrale.
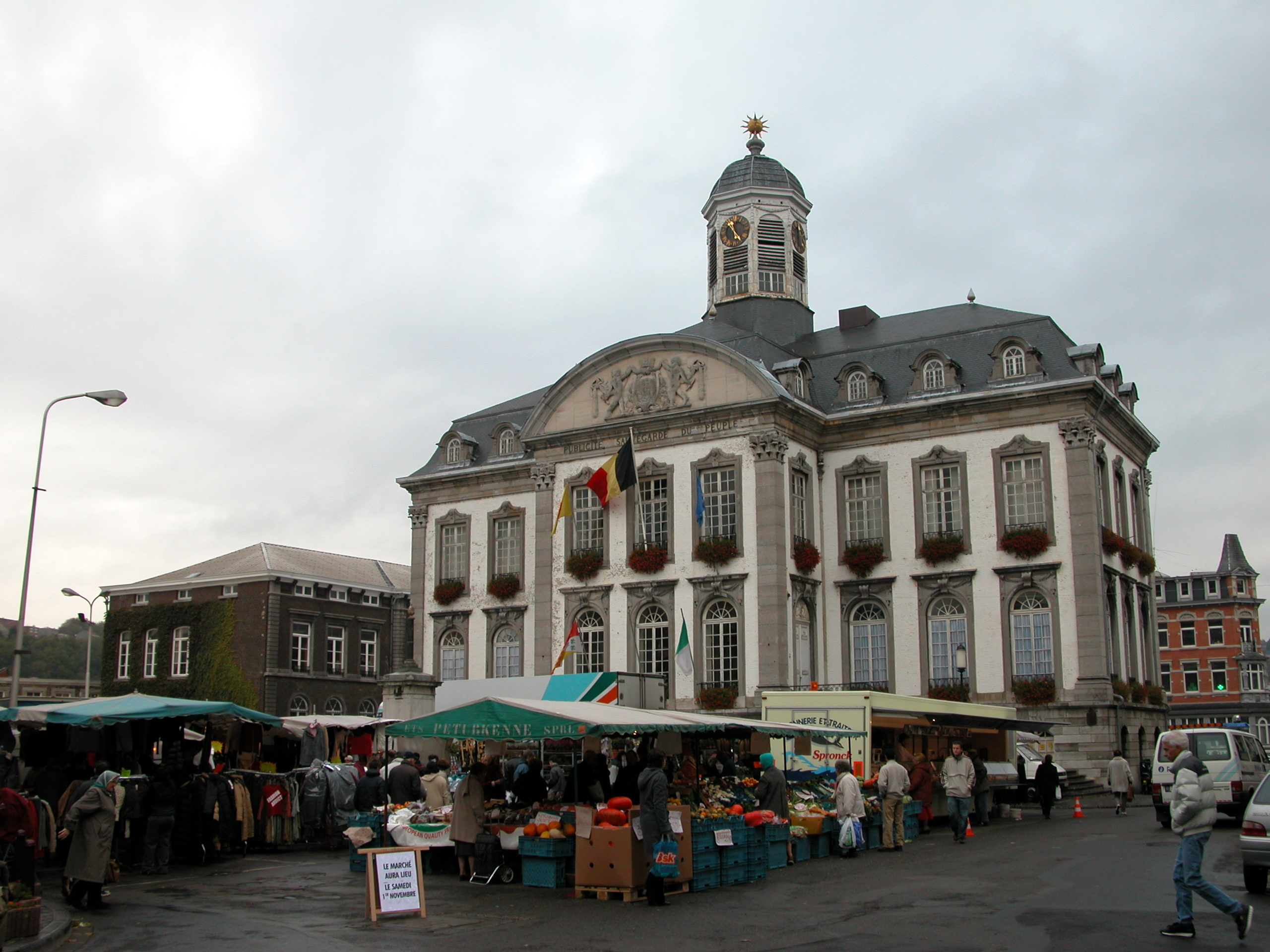
L'Hôtel de Ville, un jour de marché.
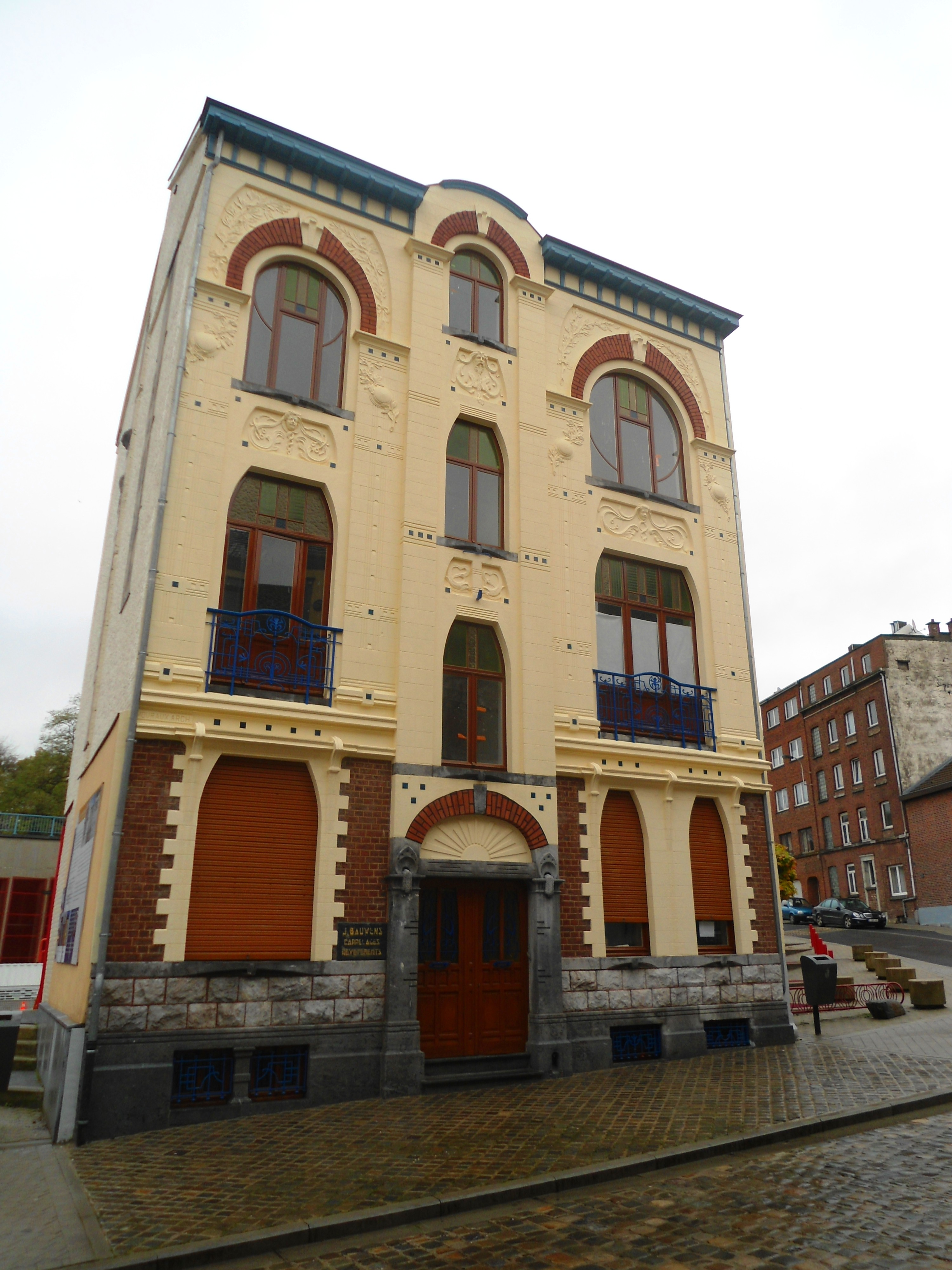
Maison Bauwens (Art nouveau).
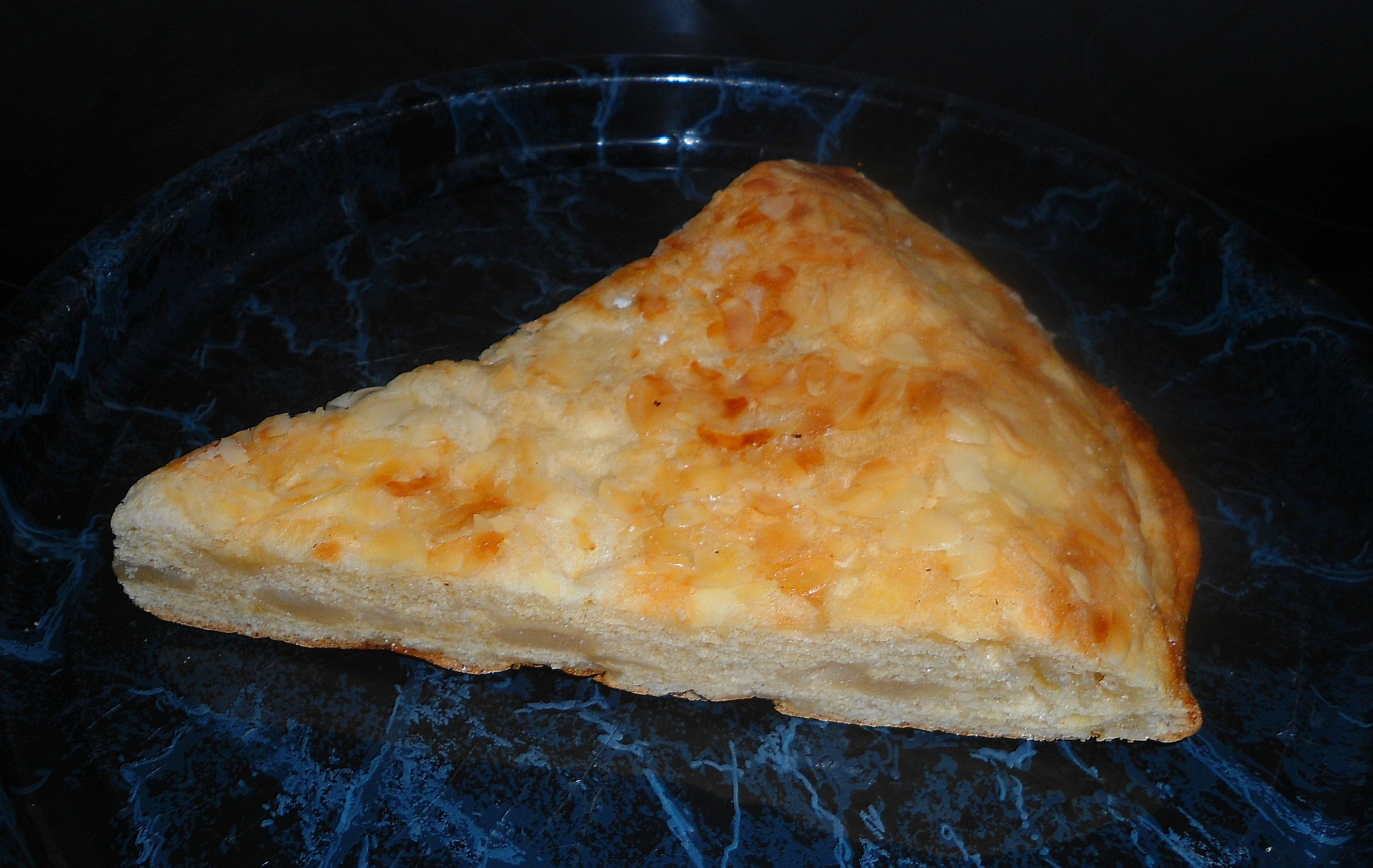
Portion de gâteau de Verviers.
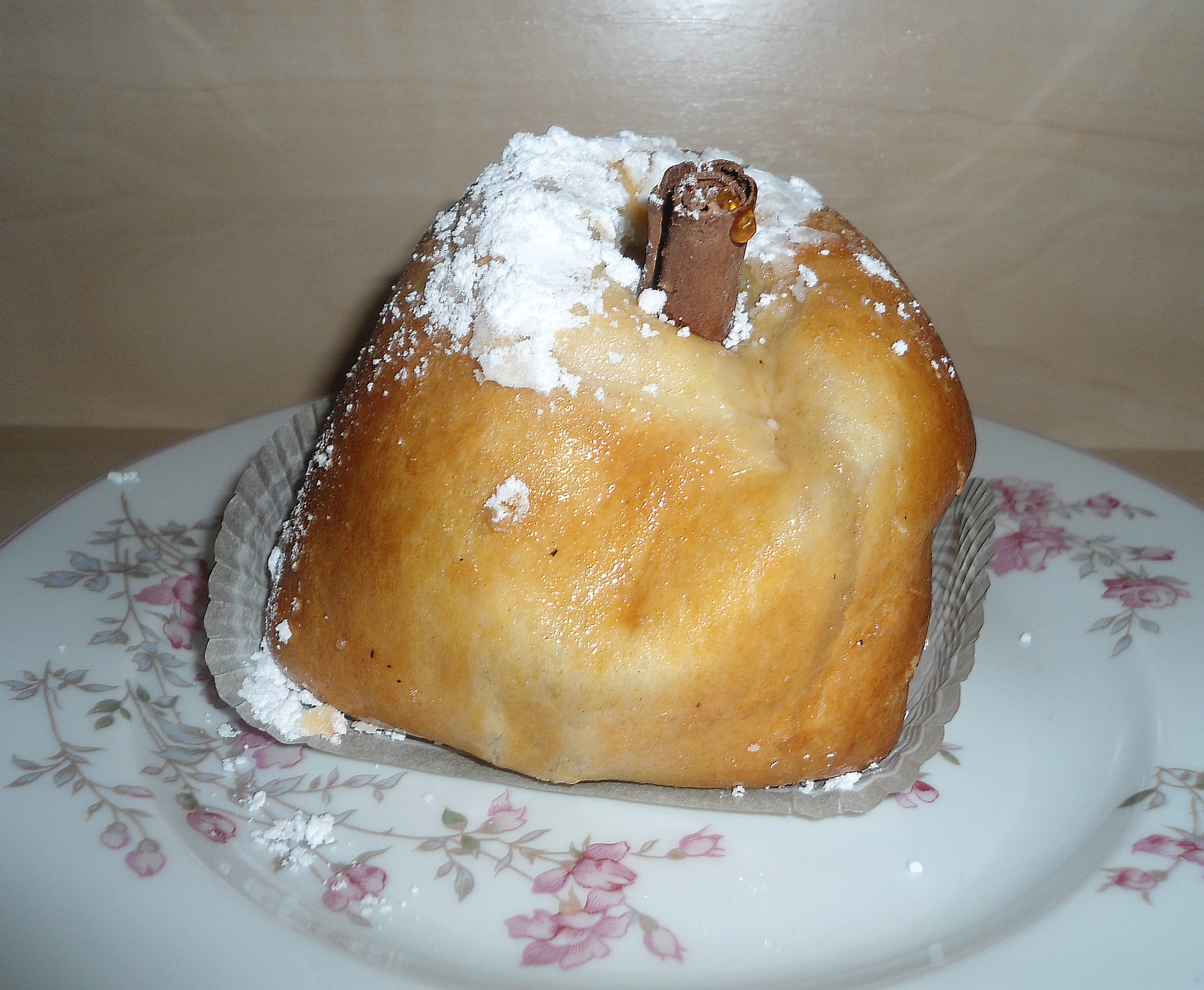
Rombosse.

### Littérature
Victor Hugo l'évoque dans ses lettres fictives de récit de voyage Le Rhin (1842).

### Gastronomie
- Gâteau de Verviers.
- Tarte au riz.
- Rombosse.
- Vaution.
- Lunette de Verviers.
- Saucisson de Verviers.
- La Terrine verviétoise.

## Économie
Verviers fut un grand centre européen de l'industrie lainière du XIIe au XXe siècle, ville prospère reconnue internationalement pour le traitement des laines, jusqu'au déclin de l'industrie lainière dans la région durant la seconde moitié du XXe siècle. Cela s'explique par la qualité de ses eaux particulièrement douces, donc dépourvues de calcaire, qui ne réagissent pas avec les savons pour former des résidus insolubles, par exemple du palmoléate de calcium, qui souillent la laine. Ces eaux sont issues du plateau des Hautes Fagnes, couvertes de sphaigne sur un sol quartzitique, roche non calcaire à caractéristique acide. Le revers de la médaille est que cette eau acide avait une propension à dissoudre des quantités considérables de plomb des anciennes canalisations, si bien que les cas de saturnisme étaient courants à Verviers.

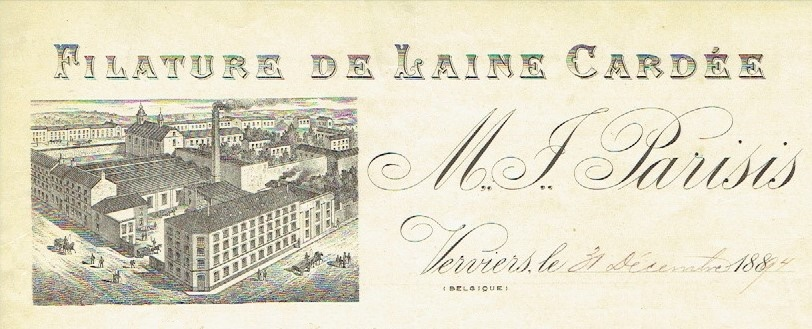
Filature M.F. Parisis à Verviers fin XIXe siècle.

Dès lors que l'industrie chimique a développé après la guerre de 1940 des procédés pour obtenir des eaux douces, et que celles-ci ont été produites à bon compte sur les lieux mêmes de leur utilisation, il ne s'est plus avéré ni utile, ni économique de faire parcourir à la laine de grandes distances pour la faire laver à Verviers. Cela sonna le glas de cette industrie.
Aujourd'hui Verviers se tourne vers l'avenir, en développant notamment l'offre touristique, en valorisant son riche patrimoine commercial avec la création de nouveaux centres commerciaux et industriels comme Crescend'eau, attirant sans cesse de nouvelles entreprises dans la région.
Verviers doit aussi son redéploiement à son nouveau titre de capitale wallonne de l'eau. Ce titre se remarque concrètement par ses entreprises actives dans le domaine comme la Société wallonne des eaux (SWDE), son Polygone de l'Eau (centre de formation sur les métiers de l'eau et qui sert aussi de lieu de travail aux élèves technicien(ne)s en Environnement de l'Institut Technique Don Bosco Verviers) ainsi que par les nombreuses fontaines disséminées aux quatre coins de la ville.

### Industrie
Zones industrielles idéalement situées grâce à la proximité des autoroutes E40 et E42 permettant de se diriger vers les quatre coins de l'Europe. Citons les parcs industriels de Petit-Rechain, de Stembert, de Lambermont et les Plenesses (le 2e en importance de la province).

## Sports et vie associative

### Sports

#### Principales équipes
- Basket : RBC Verviers-Pepinster (D3).
- Football : RCS Verviers (P2).
- Tennis de table : TT Vervia (P1).
- Hockey sur gazon : Royal Hockey Club Verviers (D3).
- Handball : HC Verviers.
- Athlétisme : Union athlétique des Hautes-Fagnes (D1 Cadet-Scolaire).
- Water-polo : Royal Ensival Natation (D4).
- Football Americain : Verviers Mustangs (D3).

## Verviétois(es) célèbres

### Décédés

#### Musique
- Mathieu Crickboom, violoniste.
- Edouard Deru, violoniste.
- Willy Dortu (1902-1982), compositeur et violoncelliste.
- Albert Dupuis, compositeur.
- Guillaume Lekeu, compositeur.
- Maurane, chanteuse.
- Pierre Rapsat, chanteur-compositeur.
- Jean Vallée, chanteur-compositeur.
- Henri Vieuxtemps, compositeur et violoniste.

#### Littérature
- Christian Beck, écrivain.
- André Blavier, écrivain et éditeur.
- Henri Guilbeaux, écrivain, théoricien politique.

#### Peinture
- Roland Breucker, illustrateur.
- Henri Daoust (Enrique d'Aoust), philologue et peintre.
- Émile Deckers (1885-1968), peintre orientaliste.
- Philippe Derchain, peintre.
- Emile Fabry, peintre.
- Joseph Gérard, peintre.
- Jacques Géron, dessinateur de bande dessinée.
- René Hausman, illustrateur et dessinateur de bande dessinée.
- Paul Heusy (1834-1915), peintre.
- Fernand Houget, (1883-1961), peintre.
- Léopold Jacquemin, peintre.
- Georges Le Brun, (1873-1914), peintre.
- Alphonse Lejeune, peintre.
- Raymond Macherot, dessinateur de bande dessinée.
- Mars de son vrai nom Maurice Bonvoisin 1849-1942, illustrateur.
- Jules Tasquin (1872-1912), peintre.
- Barthélemy Vieillevoye, peintre.

#### Autre
- Jean Brasseur-Kermadec (1914-1992), compagnon de la Libération, vice-amiral d’escadre.
- Raymond de Biolley (1789-1846) industriel et sénateur.
- Raymond de Biolley (1866-1937), notamment député.
- Grégoire-Joseph Chapuis, philosophe.
- Dieudonné Closset (1819 -1866), homme politique.
- Émile Parys (1897 - 1956), syndicaliste et homme politique.
- William Cockerill, industriel.
- Pierre David, homme politique.
- Duval-Pyrau, religieux.
- Jeanne Trimborn (1862-1919) militante allemande du mouvement féminin catholique.
- Jean Lambert Joseph Fyon (1745-1816), homme politique liégeois et général des armées de la République française.
- Alexandre Louis Simon Lejeune, médecin et botaniste.
- Michel Meyer, fondateur des Éditions Nostalgia, animateur radio et bouquiniste. 1954-2008.
- Marie Mineur, ouvrière et féministe.
- Henri Pirenne, historien.
- Edmond Duesberg, (1857-1944) dramaturge.
- Gustave Ruhl, avocat, archéologue et historien amateur.
- Marie Anne Simonis (1758-1831), cheffe d'entreprise.
- Henri Antoine Jardon (3 février 1768- 25 mars 1809), général des armées de la République française et du Premier Empire.
- Adrien Houget, Bourgmestre de 1953 à 1957.
- André Henry, cycliste.
- André-Georges Simonis (1867-1951), sénateur belge.
- Philippe Maystadt, ministre d'État.
- Jean Demarteau (1893-1914), coureur cycliste né à Verviers, mort pour la France à Halen.

### En vie
- Marianne Doucet : sculptrice, écrivaine, auteure de chansons françaises.
- Jean-Jacques Andrien, cinéaste.
- Stéphane Aubier, cinéaste.
- Vincent Bastin, auteur de micronouvelles.
- Besac-Arthur, auteur-compositeur-interprète.
- Martin Charlier, humoriste.
- Guillaume Chpaltine, romancier, dramaturge, scénariste et traducteur.
- Arnold Couchard, romancier.
- Jean-Luc Couchard, acteur.
- Jean-Philippe Darcis, chocolatier.
- Stéphane Halleux, sculpteur.
- Jean Herve, Musicien 1er violon solo et professeur au Conservatoire royal de Bruxelles il a repris la classe d'Arthur Grumiaux.
- Steve Houben, musicien.
- Jean-Marie Klinkenberg, linguiste, essayiste, académicien.
- Roger Leloup, dessinateur et scénariste de bande dessinée.
- Philippe Gilbert, cycliste.
- Clinton Mata, footballeur.
- Dominique Monami, joueuse de tennis.
- Albert Moxhet, écrivain, essayiste, folkloriste.
- Paul-José M'Poku, footballeur.
- Lionel Noël, écrivain.
- Claude Rahir, peintre.
- David Reyes, compositeur.
- Eliane Reyes, pianiste.
- Georges Ruggiu, journaliste animateur à la Radio télévision libre des Mille Collines au Rwanda.
- Luc Sante, écrivain et essayiste américain, né à Verviers.
- Jacques Stotzem, guitariste.
- Les frères Taloche, duo comique.
- Green Montana, rappeur.